# Frogs Busto Arsizio 1984
Questa voce raccoglie le informazioni riguardanti i Frogs Busto Arsizio nelle competizioni ufficiali della stagione 1984.

## Roster
| Roster dei Frogs Busto Arsizio (1984) |
| --- |
| Quarterback - 12 Pierpaolo Gallivanone - 7 Emilio Garavaglia Running Back - 23 Michele Bertoni - 42 Andrea De Tomasi - 28 Marco Donadoni - 33 Ercole Fimiani - 25 Fabrizio Marzola - 45 Giorgio Mazzucchelli - 84 Gianmaria Moroldo RB/SS - 22 Giorgio Sanna - 35 Matteo Tonolo Wide Receiver - 88 Roberto Anselmi - 86 Melvin Mallory - 15 Stephen Moore - 89 Giorgio Scopel - 11 Siro Scopel WR/QB - 82 Danilo Sterlicchio Tight End - 87 Ivan Colombo - 85 Fabio Esposito TE/P Offensive Linemen - 79 Antonio Adamo OT - 68 Massimo Bonavia OG - 56 Gunnar Cautero OG/OT - 75 Eddy Cendach OT - 59 Alfredo Corvi C - 71 Roberto Gestori C - 62 Ettore Guarneri OT/OG - 73 Luigi Magni - 61 Carmine Palmese OT - 76 Riccardo Palumbo OT/OG - 63 Giuseppe Rabelotti OG Defensive Linemen - 72/74 Emanuele Angona DE - 52 Luca Bellora DT/OT - 78 Fabio Botta - 43 Parris Boyer DE/LB - 54 Massimo Castiglioni DT/RB - 86/28 Gianni Andrea Cristina - 77 Giuseppe de Chirico DT - 66 Carlo Fusetti DT/OG - 69 Silvio Garzonio DE - 71/72 Alessandro Ghione DE/DT - 65 Giandomenico Luban DT - 70 Antonio Mainolfi DT - 64 Roberto Pezzotta DT - 74/78 Francesco Valentini Linebacker - 24 Leonardo Avogadro LB/C - 58 Dario Castellanza LB/DB - 46 Paolo Colombo - 55 Gabriele Misurelli - 66/34 Germano Montiroli - 43 Bruno Pin Defensive Back - 39 Enrico Baratelli CB - 44 Gianluigi Bravin CB - 17 Antonio Briatico CB - 21 Massimo Caperdoni CB - 32 Stefano Castellanza CB - 28 Giovanni Colzi SS/DL - 26 Franco Franceschini SS - 5 Massimo Genoni SS/LB - 51 Giuseppe Liguori SS/LB - 29 Carlo Magnoli CB - 36 Ruggero Olivieri - 1 Elio Pezzotta FS Special Team - 17 Piero Contini K - 14 Marco Gallivanone K - 18 Riccardo Viganò K Lista delle riserve - -- Massimo Castelli - -- Massimo Vezzani Coaching staff - HC Sergio Angona - Pietro Zoncati |

## Serie A AIFA

### Stagione regolare

#### Andata
| Bienate 17 marzo 1984 1ª giornata                                                                                              | Frogs Busto Arsizio | 12 – 0 (0-0 6-0 0-0 6-0) referto | Armani Seamen Milano | Campo Maria Ratti Micalizzi |
| \| \| \| \| \| Mallory Q2 (TD) 35yd pass from P. Gallivanone Esposito Q4 (TD) 40yd pass from P. Gallivanone \| Marcatori \| \| |                     |                                  |                      |                             |
| |                     |                                  |                      |                             |
| Mallory Q2 (TD) 35yd pass from P. Gallivanone Esposito Q4 (TD) 40yd pass from P. Gallivanone                                   | Marcatori           |                                  |                      |                             |

| Bolzano 24 marzo 1984 2ª giornata | Andrè Maurice Giants Bolzano | 0 – 29 (0-0 0-14 0-8 0-7) referto | Frogs Busto Arsizio | Stadio Druso |
| \| \| \| \| \| \| Marcatori \| Mazzucchelli Q2 (TD) 15yd run Viganò Q2 (pat) Mallory Q2 (TD) 15yd pass from P. Gallivanone Viganò Q2 (pat) Tonolo Q3 (TD) 61yd run Mazzucchelli Q3 (tpc) action Mazzucchelli Q4 (TD) 10yd run Viganò Q4 (pat) \| |                              | |                     |              |
| |                              | |                     |              |
| | Marcatori                    | Mazzucchelli Q2 (TD) 15yd run Viganò Q2 (pat) Mallory Q2 (TD) 15yd pass from P. Gallivanone Viganò Q2 (pat) Tonolo Q3 (TD) 61yd run Mazzucchelli Q3 (tpc) action Mazzucchelli Q4 (TD) 10yd run Viganò Q4 (pat) |                     |              |

| Milano 31 marzo 1984 3ª giornata | Maxicono Rhinos Milano | 0 – 20 (0-17 0-0 0-0 0-3) referto | Frogs Busto Arsizio | Arena Civica |
| \| \| \| \| \| \| Marcatori \| Mallory Q1 (TD) pass from P. Gallivanone Viganò Q1 (pat) Viganò Q1 (FG) 37yd Mallory Q1 (TD) pass from P. Gallivanone Viganò Q1 (pat) Viganò Q4 (FG) 30yd \| |                        | |                     |              |
| |                        | |                     |              |
| | Marcatori              | Mallory Q1 (TD) pass from P. Gallivanone Viganò Q1 (pat) Viganò Q1 (FG) 37yd Mallory Q1 (TD) pass from P. Gallivanone Viganò Q1 (pat) Viganò Q4 (FG) 30yd |                     |              |

| Bienate 16 aprile 1984 4ª giornata | Frogs Busto Arsizio | 40 – 7 (17-0 16-0 7-7 0-0) referto              | Jets Bolzano | Campo Maria Ratti Micalizzi |
| \| \| \| \| \| Mazzucchelli Q1 (TD) 10yd run M. Gallivanone Q1 (pat) De Tomasi Q1 (TD) pass from P. Gallivanone Mazzucchelli Q1 (tpc) action Bellora Q1 (saf) Tonolo Q2 (TD) 10yd run Sterlicchio Q2 (tpc) action Scopel Q2 (TD) pass from P. Gallivanone Mazzucchelli Q2 (tpc) action Fimiani Q3 (TD) 80yd kickoff return Viganò Q3 (pat) \| Marcatori \| Legree Q3 (TD) pass from Davis Ferrari Q3 (pat) \| |                     |                                                 |              |                             |
| |                     |                                                 |              |                             |
| Mazzucchelli Q1 (TD) 10yd run M. Gallivanone Q1 (pat) De Tomasi Q1 (TD) pass from P. Gallivanone Mazzucchelli Q1 (tpc) action Bellora Q1 (saf) Tonolo Q2 (TD) 10yd run Sterlicchio Q2 (tpc) action Scopel Q2 (TD) pass from P. Gallivanone Mazzucchelli Q2 (tpc) action Fimiani Q3 (TD) 80yd kickoff return Viganò Q3 (pat)                                                                                   | Marcatori           | Legree Q3 (TD) pass from Davis Ferrari Q3 (pat) |              |                             |

| Rovereto 14 aprile 1984 5ª giornata                                                                                                 | Climbers Rovereto | 0 – 18 (0-6 0-6 0-0 0-6) referto                                                                  | Frogs Busto Arsizio | Stadio Quercia |
| \| \| \| \| \| \| Marcatori \| Moore Q1 (TD) pass from P. Gallivanone Moore Q2 (TD) Mallory Q4 (TD) 1yd pass from P. Gallivanone \| |                   |                                                                                                   |                     |                |
| |                   |                                                                                                   |                     |                |
| | Marcatori         | Moore Q1 (TD) pass from P. Gallivanone Moore Q2 (TD) Mallory Q4 (TD) 1yd pass from P. Gallivanone |                     |                |

#### Ritorno
| Milano 28 aprile 1984 6ª giornata                                                                       | Armani Seamen Milano | 6 – 7 referto                           | Frogs Busto Arsizio | Arena Civica |
| \| \| \| \| \| Corso (FG) 20yd Corso Q4 (FG) \| Marcatori \| Mazzucchelli (TD) 70yd run Viganò (pat) \| |                      |                                         |                     |              |
| |                      |                                         |                     |              |
| Corso (FG) 20yd Corso Q4 (FG)                                                                           | Marcatori            | Mazzucchelli (TD) 70yd run Viganò (pat) |                     |              |

| Bienate 5 maggio 1984 7ª giornata | Frogs Busto Arsizio | 56 – 0 (15-0 12-0 16-0 13-0) referto | Andrè Maurice Giants Bolzano | Campo Maria Ratti Micalizzi |
| \| \| \| \| \| Moore Q1 (TD) pass from P. Gallivanone Viganò Q1 (pat) Esposito Q1 (TD) pass from P. Gallivanone Mazzucchelli Q1 (tpc) action Sterlicchio Q2 (TD) pass from P. Gallivanone Mazzucchelli Q2 (TD) run De Tomasi Q3 (TD) pass from P. Gallivanone Mazzucchelli Q3 (tpc) action Moroldo Q3 (TD) Bravin Q3 (saf) Castellanza[1] Q4 (TD) interception return Mallory Q4 (TD) pass M. Gallivanone Q4 (pat) \| Marcatori \| \| |                     |                                      |                              |                             |
| |                     |                                      |                              |                             |
| Moore Q1 (TD) pass from P. Gallivanone Viganò Q1 (pat) Esposito Q1 (TD) pass from P. Gallivanone Mazzucchelli Q1 (tpc) action Sterlicchio Q2 (TD) pass from P. Gallivanone Mazzucchelli Q2 (TD) run De Tomasi Q3 (TD) pass from P. Gallivanone Mazzucchelli Q3 (tpc) action Moroldo Q3 (TD) Bravin Q3 (saf) Castellanza Q4 (TD) interception return Mallory Q4 (TD) pass M. Gallivanone Q4 (pat)                                      | Marcatori           |                                      |                              |                             |

| Bienate 12 maggio 1984 8ª giornata | Frogs Busto Arsizio | 17 – 4 referto             | Rhinos Milano | Campo Maria Ratti Micalizzi |
| \| \| \| \| \| Mazzucchelli Q1 (TD) 30yd run Viganò Q1 (pat) Mallory (TD) Viganò (pat) Viganò (FG) \| Marcatori \| Del Conte (saf) Team (saf) \| |                     |                            |               |                             |
| |                     |                            |               |                             |
| Mazzucchelli Q1 (TD) 30yd run Viganò Q1 (pat) Mallory (TD) Viganò (pat) Viganò (FG)                                                              | Marcatori           | Del Conte (saf) Team (saf) |               |                             |

| Bolzano 19 maggio 1984 9ª giornata                                                                                            | Jets Bolzano | 13 – 20 referto                                               | Frogs Busto Arsizio | Stadio Druso |
| \| \| \| \| \| Legree (TD) ? (pat) Valt (TD) \| Marcatori \| Moore (TD) ? (pat) Mazzucchelli (TD) ? (pat) Sterlicchio (TD) \| |              |                                                               |                     |              |
| |              |                                                               |                     |              |
| Legree (TD) ? (pat) Valt (TD)                                                                                                 | Marcatori    | Moore (TD) ? (pat) Mazzucchelli (TD) ? (pat) Sterlicchio (TD) |                     |              |

| Bienate 26 maggio 1984 10ª giornata | Frogs Busto Arsizio | 22 – 7 (0-0 7-0 0-0 15-7) referto                         | Climbers Rovereto | Campo Maria Ratti Micalizzi |
| \| \| \| \| \| Marzola Q2 (TD) pass da Garavaglia M. Gallivanone Q2 (pat) Fimiani Q4 (TD) 33yd run Scopel Q4 (tpc) action De Tomasi Q4 (TD) run Viganò Q4 (pat) \| Marcatori \| Simmons Q4 (TD) interception return Dell'Antonio Q4 (pat) \| |                     |                                                           |                   |                             |
| |                     |                                                           |                   |                             |
| Marzola Q2 (TD) pass da Garavaglia M. Gallivanone Q2 (pat) Fimiani Q4 (TD) 33yd run Scopel Q4 (tpc) action De Tomasi Q4 (TD) run Viganò Q4 (pat)                                                                                             | Marcatori           | Simmons Q4 (TD) interception return Dell'Antonio Q4 (pat) |                   |                             |

### Playoff
| Bienate 9 giugno 1984 Quarti di finale | Frogs Busto Arsizio | 31 – 9 (7-0 0-3 7-6 17-0) referto  | Tecnojolly Giaguari Torino | Campo Maria Ratti Micalizzi |
| \| \| \| \| \| Bertoni Q1 (TD) 2yd run Viganò Q1 (pat) De Tomasi Q3 (TD) run M. Gallivanone Q3 (pat) Viganò Q4 (FG) De Tomasi Q4 (TD) 25yd run Viganò Q4 (pat) Mazzucchelli Q4 (TD) 14yd run Viganò Q4 (pat) \| Marcatori \| Chieppa Q2 (FG) Berini Q3 (TD) run \| |                     |                                    |                            |                             |
| |                     |                                    |                            |                             |
| Bertoni Q1 (TD) 2yd run Viganò Q1 (pat) De Tomasi Q3 (TD) run M. Gallivanone Q3 (pat) Viganò Q4 (FG) De Tomasi Q4 (TD) 25yd run Viganò Q4 (pat) Mazzucchelli Q4 (TD) 14yd run Viganò Q4 (pat)                                                                      | Marcatori           | Chieppa Q2 (FG) Berini Q3 (TD) run |                            |                             |

| Bienate 23 giugno 1984 Semifinale | Frogs Busto Arsizio | 24 – 21 (3-0 14-0 7-7 0-14) referto                                                                                   | Stiassi Doves Bologna | Campo Maria Ratti Micalizzi |
| \| \| \| \| \| Viganò Q1 (FG) Tonolo Q2 (TD) M. Gallivanone Q2 (pat) Mazzucchelli Q2 (TD) M. Gallivanone Q2 (pat) Fimiani Q3 (TD) run M. Gallivanone Q3 (pat) \| Marcatori \| Mambelli Q3 (TD) pass from Ghirardo De Col Q3 (pat) Ghirardo Q4 (TD) run Porreca Q4 (tpc) action Ghirardo Q4 (TD) run \| |                     | |                       |                             |
| |                     | |                       |                             |
| Viganò Q1 (FG) Tonolo Q2 (TD) M. Gallivanone Q2 (pat) Mazzucchelli Q2 (TD) M. Gallivanone Q2 (pat) Fimiani Q3 (TD) run M. Gallivanone Q3 (pat) | Marcatori           | Mambelli Q3 (TD) pass from Ghirardo De Col Q3 (pat) Ghirardo Q4 (TD) run Porreca Q4 (tpc) action Ghirardo Q4 (TD) run |                       |                             |

| Rimini 7 luglio 1984 IV Superbowl italiano | Frogs Busto Arsizio | 16 – 6 (13-0 0-0 0-0 3-6) referto        | Effer Warriors Bologna | Stadio Romeo Neri |
| \| \| \| \| \| Moore Q1 (TD) 36yd pass from P. Gallivanone Viganò Q1 (pat) Mazzucchelli Q1 (TD) 72yd run Viganò Q4 (FG) 23yd \| Marcatori \| Parlangeli Q4 (TD) 7yd pass from Inzinna \| |                     |                                          |                        |                   |
| |                     |                                          |                        |                   |
| Moore Q1 (TD) 36yd pass from P. Gallivanone Viganò Q1 (pat) Mazzucchelli Q1 (TD) 72yd run Viganò Q4 (FG) 23yd                                                                            | Marcatori           | Parlangeli Q4 (TD) 7yd pass from Inzinna |                        |                   |

## Statistiche di squadra
| Competizione | %Vittorie | In casa | In casa | In casa | In casa | In casa | In casa | In trasferta | In trasferta | In trasferta | In trasferta | In trasferta | In trasferta | Campo neutro | Campo neutro | Campo neutro | Campo neutro | Campo neutro | Campo neutro | Totale | Totale | Totale | Totale | Totale | Totale |
| Competizione | %Vittorie | G       | V       | N       | P       | Pf      | Ps      | G            | V            | N            | P            | Pf           | Ps           | G            | V            | N            | P            | Pf           | Ps           | G      | V      | N      | P      | Pf     | Ps     |
| ------------ | --------- | ------- | ------- | ------- | ------- | ------- | ------- | ------------ | ------------ | ------------ | ------------ | ------------ | ------------ | ------------ | ------------ | ------------ | ------------ | ------------ | ------------ | ------ | ------ | ------ | ------ | ------ | ------ |
| Campionato   | 1.000     | 5       | 5       | 0       | 0       | 147     | 18      | 5            | 5            | 0            | 0            | 94           | 19           | -            | -            | -            | -            | -            | -            | 10     | 10     | 0      | 0      | 241    | 37     |
| Playoff      | 1.000     | 2       | 2       | 0       | 0       | 55      | 30      | -            | -            | -            | -            | -            | -            | 1            | 1            | 0            | 0            | 16           | 6            | 3      | 3      | 0      | 0      | 71     | 36     |
| Totale       | 1.000     | 7       | 7       | 0       | 0       | 202     | 48      | 5            | 5            | 0            | 0            | 94           | 19           | 1            | 1            | 0            | 0            | 16           | 6            | 13     | 13     | 0      | 0      | 312    | 73     |

## Statistiche personali

### Marcatori
| Giocatore      | TD rush | TD recv | TD int | TD p.ret | TD k.ret | TD oth | Xp1 | Xp2 | FG | Saf | Totale |
| -------------- | ------- | ------- | ------ | -------- | -------- | ------ | --- | --- | -- | --- | ------ |
| Mazzucchelli   | 8       | 0       | 0      | 0        | 0        | 2      | 0   | 5   | 0  | 0   | 70     |
| Mallory        | 0       | 7       | 0      | 0        | 0        | 0      | 0   | 0   | 0  | 0   | 42     |
| Viganò         | 0       | 0       | 0      | 0        | 0        | 0      | 15  | 0   | 6  | 0   | 33     |
| De Tomasi      | 3       | 2       | 0      | 0        | 0        | 0      | 0   | 0   | 0  | 0   | 30     |
| Moore          | 0       | 3       | 0      | 0        | 0        | 2      | 0   | 0   | 0  | 0   | 30     |
| Tonolo         | 2       | 0       | 0      | 0        | 0        | 1      | 0   | 0   | 0  | 0   | 18     |
| Fimiani        | 2       | 0       | 0      | 0        | 1        | 0      | 0   | 0   | 0  | 0   | 18     |
| Sterlicchio    | 0       | 1       | 0      | 0        | 0        | 1      | 0   | 1   | 0  | 0   | 14     |
| Esposito       | 0       | 2       | 0      | 0        | 0        | 0      | 0   | 0   | 0  | 0   | 12     |
| Scopel         | 0       | 1       | 0      | 0        | 0        | 0      | 0   | 1   | 0  | 0   | 8      |
| M. Gallivanone | 0       | 0       | 0      | 0        | 0        | 0      | 7   | 0   | 0  | 0   | 7      |
| Moroldo        | 0       | 0       | 0      | 0        | 0        | 1      | 0   | 0   | 0  | 0   | 6      |
| Castellanza    | 0       | 0       | 1      | 0        | 0        | 0      | 0   | 0   | 0  | 0   | 6      |
| Marzola        | 0       | 1       | 0      | 0        | 0        | 0      | 0   | 0   | 0  | 0   | 6      |
| Bertoni        | 1       | 0       | 0      | 0        | 0        | 0      | 0   | 0   | 0  | 0   | 6      |
| Bellora        | 0       | 0       | 0      | 0        | 0        | 0      | 0   | 0   | 0  | 1   | 2      |
| Bravin         | 0       | 0       | 0      | 0        | 0        | 0      | 0   | 0   | 0  | 1   | 2      |
| Luban          | 0       | 0       | 0      | 0        | 0        | 0      | 0   | 1   | 0  | 0   | 2      |